# Глуховское сельское поселение (Белгородская область)
Глу́ховское се́льское поселе́ние — упразднённое сельское поселение в Алексеевском районе Белгородской области.
Административный центр — село Глуховка.
Упразднено 19 апреля 2018 с преобразованием Алексеевского муниципального района в Алексеевский городской округ.

## Население
| 2010 | 2011 | 2012 | 2013 | 2014 | 2015 | 2016 |
| ---- | ---- | ---- | ---- | ---- | ---- | ---- |
| 995  | ↘992 | ↘986 | ↘966 | ↗973 | ↘953 | ↘935 |
| 2017 | 2018 |      |      |      |      |      |
| ↘908 | ↘892 |      |      |      |      |      |

## Состав сельского поселения
В состав сельского поселения входит 2 населённых пункта:
| № | Населённый пункт | Тип населённого пункта       | Население |
| - | ---------------- | ---------------------------- | --------- |
| 1 | Глуховка         | село, административный центр | ↗939      |
| 2 | Городище         | хутор                        | ↗56       |

## Экономика
- ООО «Агротех-Гарант» Алексеевский[11]

## Известные люди
Смурыгин, Афанасий Михайлович (1903 — 1967) — передовик советского сельского хозяйства, Герой Социалистического Труда (1948).
 Первых, Тихон Афанасьевич (1910) — передовик советского сельского хозяйства, Герой Социалистического Труда (1948).
 Ярцев, Максим Михайлович (1914 — 1948) — передовик советского сельского хозяйства, Герой Социалистического Труда (1948).
 Смурыгин, Николай Васильевич (1915 — 1953) — передовик советского сельского хозяйства, Герой Социалистического Труда (1948).
 Порохня, Евдокия Максимовна (1941) — передовик советского сельского хозяйства, Герой Социалистического Труда (1973).